# Zschokkella icterica
Zschokkella icterica is een microscopische parasiet uit de familie Myxidiidae. Zschokkella icterica werd in 1992 beschreven door Diamant & Paperna. 